# Trichorhina acuta
Trichorhina acuta is een pissebed uit de familie Platyarthridae. De wetenschappelijke naam van de soort is voor het eerst geldig gepubliceerd in 1994 door Araujo & Buckup.